# Cassel (Nord)
Pour les articles homonymes, voir Cassel.
Cassel (Kassel en flamand occidental/néerlandais) est une commune française située dans le département du Nord, en région Hauts-de-France.

## Géographie

### Accès et transports

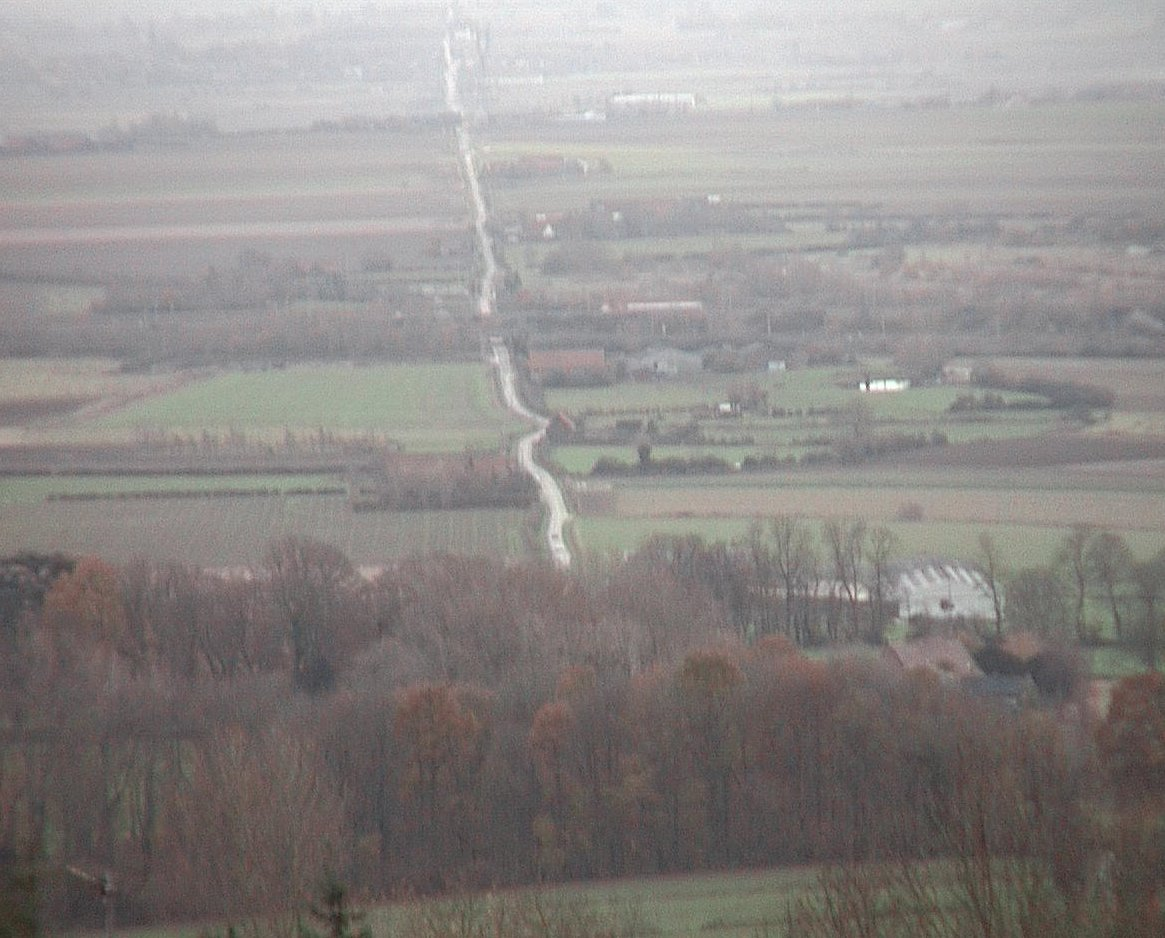
Une des voies romaines.

Sur les cartes routières actuelles, on distingue l'importance des anciennes voies romaines qui rayonnent en lignes droites autour de Cassel, reprises par les limites des communes avoisinantes (vers Dunkerque, vers Watten, vers Aire-sur-la-Lys). Il y avait en réalité plus de voies romaines qu'on ne peut en deviner car, à l'époque romaine, Cassel constituait un des deux grands nœuds routiers du nord de la Gaule. Depuis le parc au sommet du mont, ces voies se distinguent facilement à l'œil nu.

### Topographie et géologie

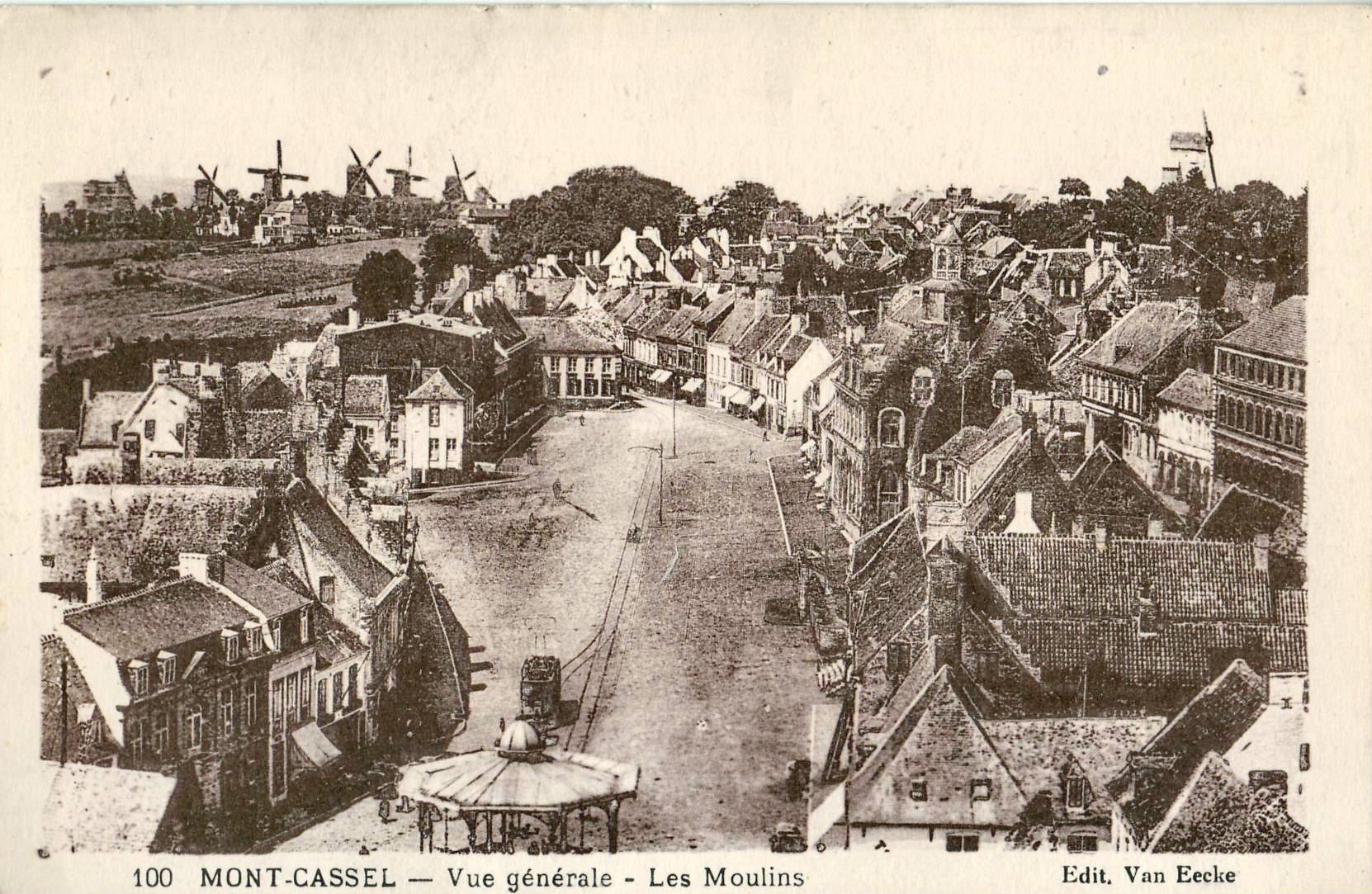
Les moulins du Mont-Cassel, vus depuis la Grand'Place au tout début du XXe siècle

Avec ses 176 mètres d'altitude, le mont Cassel est une butte-témoin, relique de l'ère tertiaire. Cassel domine largement la plaine des Flandres maritimes françaises et belges, mais n'est pas le point culminant du département du Nord qui se situe à Anor (270 m). Le point culminant de la région des Hauts-de-France est à Watigny.

### Communes limitrophes
| Wemaers-Cappel      | Hardifort           |                       |
| Zuytpeene           | Cassel              | Steenvoorde Terdeghem |
| Bavinchove Oxelaëre | Sainte-Marie-Cappel |                       |

### Hydrographie

#### Réseau hydrographique
La commune est située dans le bassin Artois-Picardie. Elle est drainée par la Peene Becque, la Becque d'Oudezeele Land Becque, la look Becque, la moè Becque, la Pis Becque, la Terdeghem, la Zuytpeene, le ruisseau de Sainte-marie, l'Oudezeele et divers autres petits cours d'eau,.
La Peene Becque, d'une longueur de 24 km, prend sa source dans la commune , à 86 m d'altitude, et se jette  dans l'Yser à Wormhout, à 6 m d'altitude, après avoir traversé dix communes. 

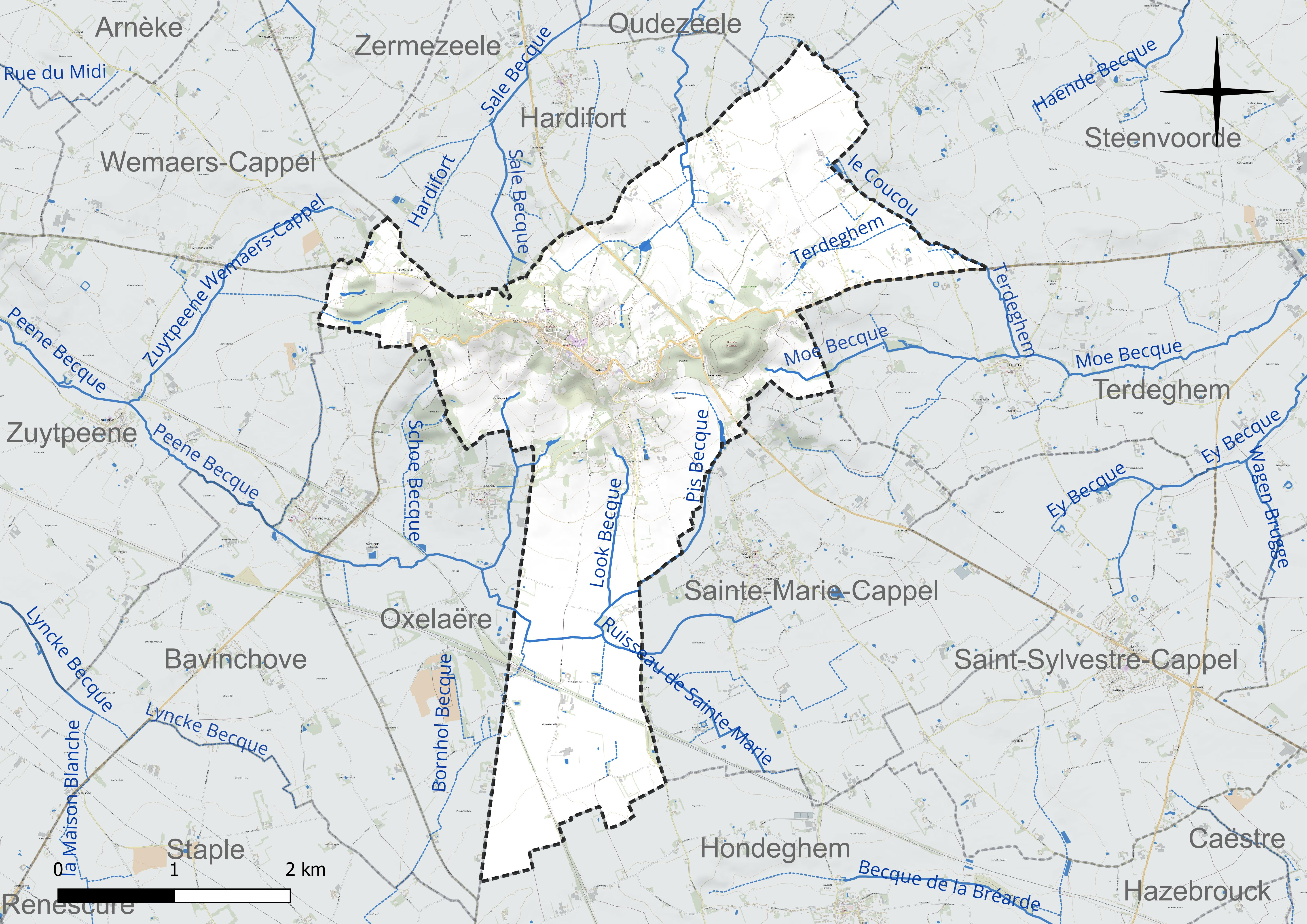
Réseau hydrographique de Cassel.

#### Gestion et qualité des eaux
Le territoire communal est couvert par le schéma d'aménagement et de gestion des eaux (SAGE) « Yser ». Ce document de planification concerne un territoire de 381 km2 de superficie, délimité par le bassin versant de l'Yser en France. Le périmètre a été arrêté le 8 novembre 2005 et le SAGE proprement dit a été approuvé le 30 novembre 2016. La structure porteuse de l'élaboration et de la mise en œuvre est l'Union syndicale d'aménagement hydraulique du Nord (USAN). 
La qualité des cours d'eau peut être consultée sur un site dédié géré par les agences de l'eau et l'Agence française pour la biodiversité. 

### Climat
Pour des articles plus généraux, voir Climat des Hauts-de-France et Climat du Nord.
En 2010, le climat de la commune est de type climat océanique altéré, selon une étude du CNRS s'appuyant sur une série de données couvrant la période 1971-2000. En 2020, Météo-France publie une typologie des climats de la France métropolitaine dans laquelle la commune est exposée à un climat océanique et est dans la région climatique  Côtes de la Manche orientale, caractérisée par un faible ensoleillement (1 550 h/an) ; forte humidité de l'air (plus de 20 h/jour avec humidité relative > 80 % en hiver), vents forts fréquents. 
Pour la période 1971-2000, la température annuelle moyenne est de 10,2 °C, avec une amplitude thermique annuelle de 13,4 °C. Le cumul annuel moyen de précipitations est de 781 mm, avec 12,7 jours de précipitations en janvier et 8,9 jours en juillet. Pour la période 1991-2020, la température moyenne annuelle observée sur la station météorologique la plus proche, située dans la commune de Steenvoorde à 7 km à vol d'oiseau, est de 11,2 °C et le cumul annuel moyen de précipitations est de 727,8 mm,. Pour l'avenir, les paramètres climatiques de la commune estimés pour 2050 selon différents scénarios d'émission de gaz à effet de serre sont consultables sur un site dédié publié par Météo-France en novembre 2022.

## Urbanisme

### Typologie
Au 1er janvier 2024, Cassel est catégorisée commune rurale à habitat dispersé, selon la nouvelle grille communale de densité à sept niveaux définie par l'Insee en 2022.
Elle est située hors unité urbaine et hors attraction des villes,.

### Occupation des sols
L'occupation des sols de la commune, telle qu'elle ressort de la base de données européenne d'occupation biophysique des sols Corine Land Cover (CLC), est marquée par l'importance des territoires agricoles (90 % en 2018), une proportion sensiblement équivalente à celle de 1990 (90,2 %). La répartition détaillée en 2018 est la suivante : 
terres arables (64,1 %), zones agricoles hétérogènes (16,4 %), prairies (9,5 %), forêts (5,1 %), zones urbanisées (4,9 %). L'évolution de l'occupation des sols de la commune et de ses infrastructures peut être observée sur les différentes représentations cartographiques du territoire : la carte de Cassini (XVIIIe siècle), la carte d'état-major (1820-1866) et les cartes ou photos aériennes de l'IGN pour la période actuelle (1950 à aujourd'hui).

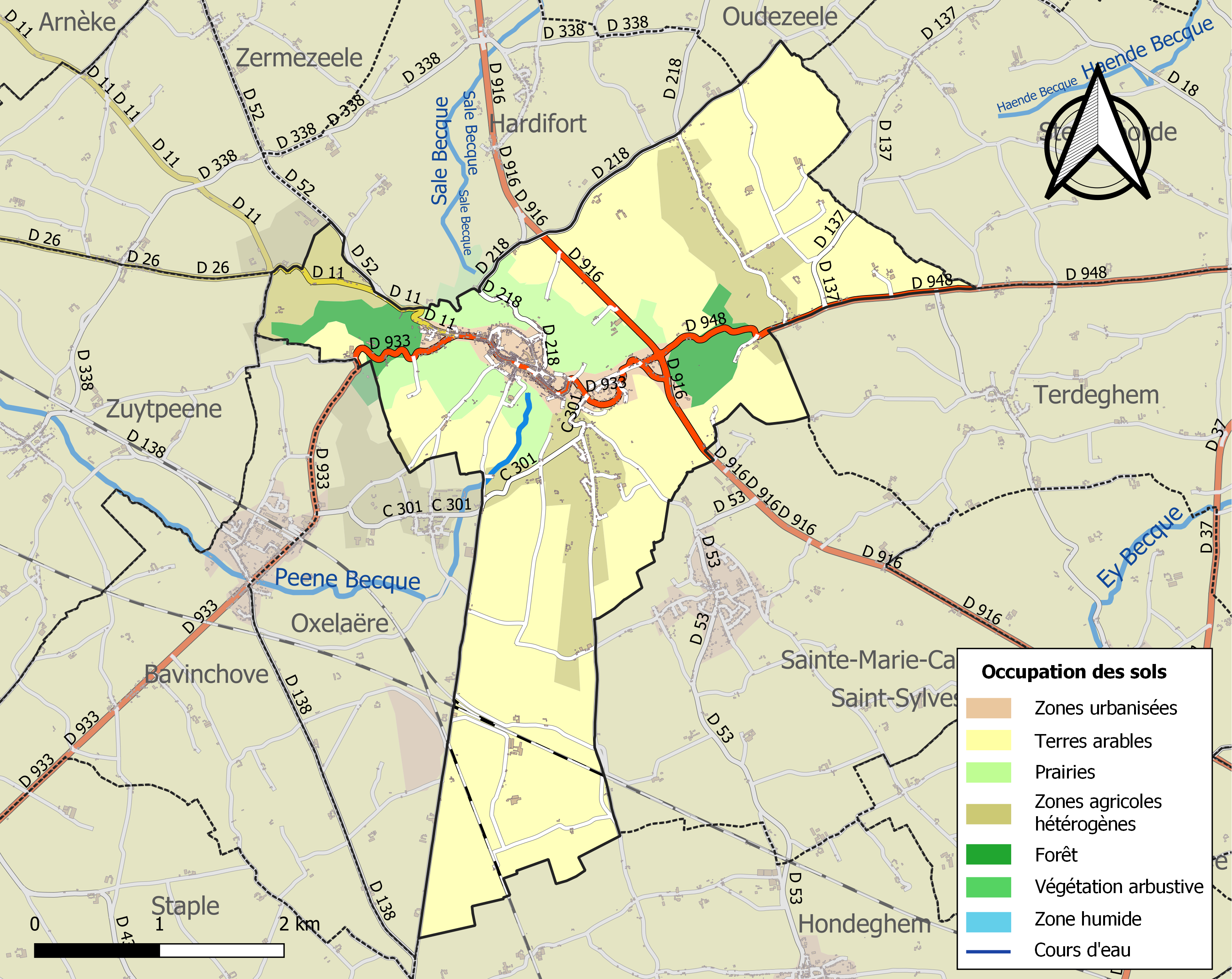
Carte des infrastructures et de l'occupation des sols de la commune en 2018 (CLC).

## Toponymie

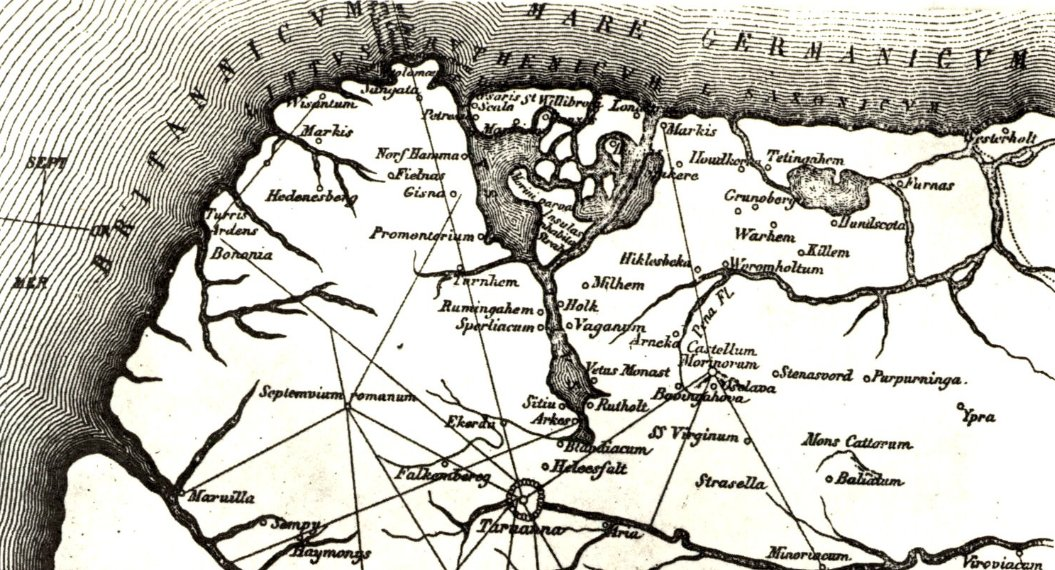
Carte ancienne du golfe de l'Aa, mentionnant Castellum Morinorum.

Le nom de la localité est attesté sous la forme Kastellon en 140, Castello au IVe siècle, Cassello en 840 et en 875, cassel en 1110, de Casleto en 1123, ce qui signifie « village fortifié ». Forteresse du peuple gaulois des Morins, le sommet du mont a été occupé par les romains qui en avaient fait un poste fortifié.
Le mémoire de Schayes, couronné et publié en 1834, assimile le Castellum Morinorum antique à la ville flamande de Cassel.

## Histoire

### Premières occupations humaines
Avant l'arrivée des Romains, la ville était un des oppidums vraisemblablement chef-lieu des Morins : elle était alors appelée Castellum Morinorum  qui devint par la suite Castellum Menapiorum sous la Ménapie romaine quand la ville fut donnée aux Ménapiens par Carrinas qui a d'ailleurs reçu un « triomphe » à Rome pour sa victoire.

### Moyen Âge et époque moderne
En 880, les Vikings détruisent Cassel, Esquelbecq, Bergues...

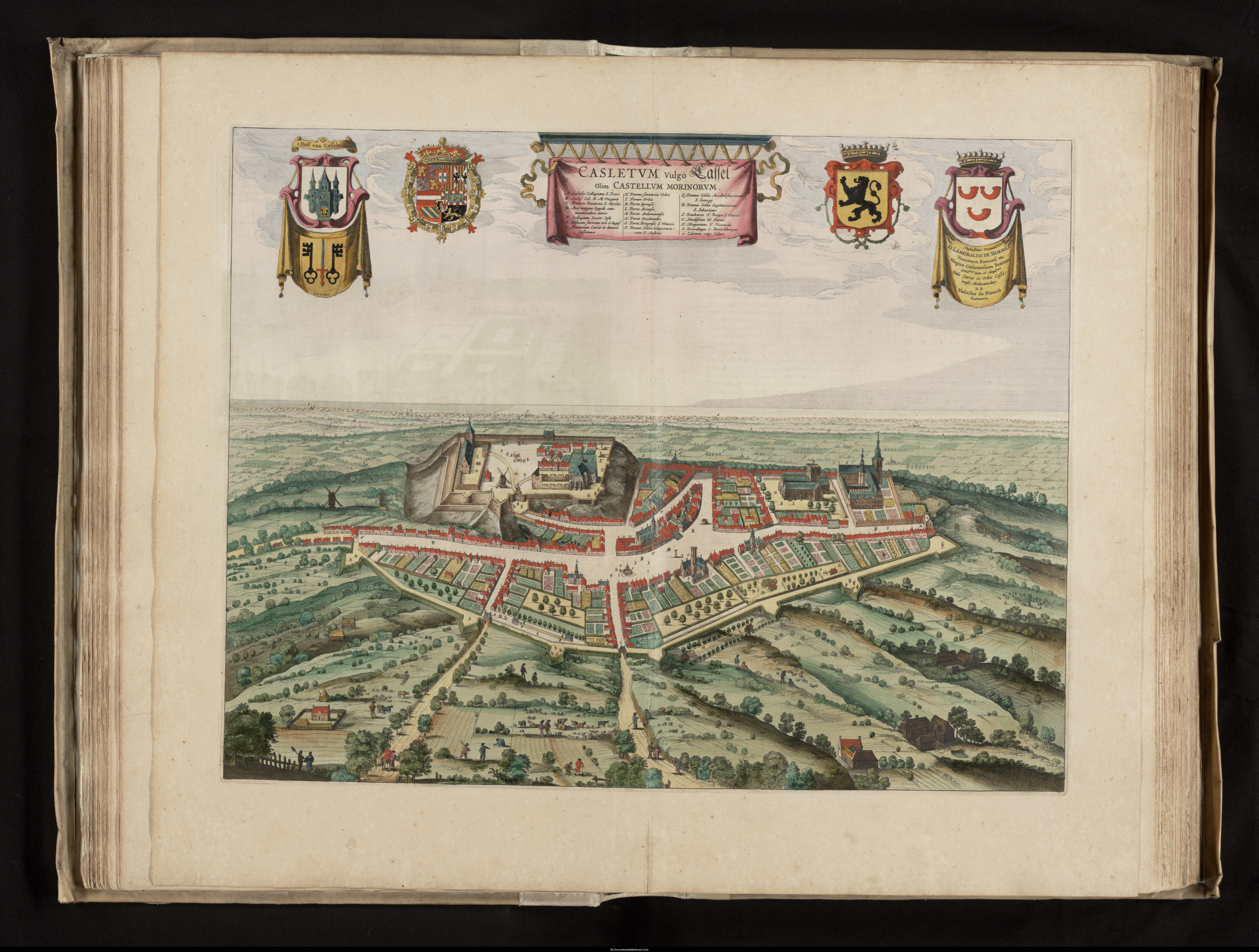
Cassel au XVIIe siècle (par Antoine Sandérus dans Flandria Illustrata - 1641)

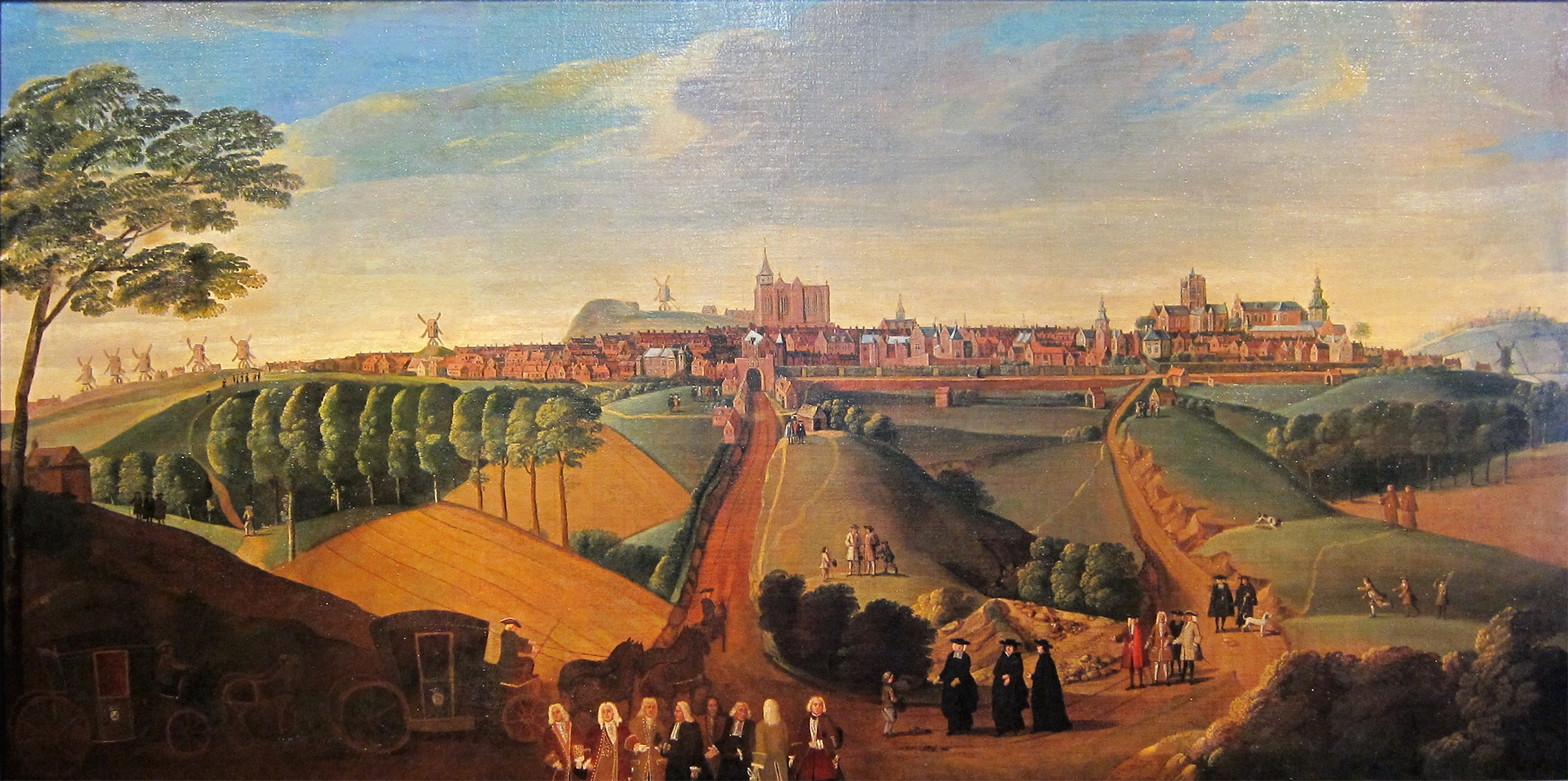
Vue panoramique de Cassel, fin XVIIe siècle, musée de Flandre

Le château est une création des comtes de Flandres qui en firent le centre d'une châtellenie.
- Au Xe siècle, Baudouin III de Flandre institue la première foire.

Par la suite, le secteur de Cassel sera le théâtre de nombreuses batailles :
- 1071 : bataille de Cassel, victoire de Robert Ier de Flandre dit Robert le Frison, comte de Flandre, sur son frère[27].
- 1328 : bataille de Cassel, victoire de Philippe VI de Valois sur les communes flamandes. Cassel est pillée, incendiée et comme toutes les villes flamandes révoltées soumise à de fortes amendes
- 1677 : bataille de la Peene à Noordpeene. Victoire de Philippe de France, frère de Louis XIV, sur une coalition anti-française dirigée par Guillaume d'Orange, stadhouder des Provinces-Unies (il s'agissait de la troisième fois que la France prenait Cassel en l'espace de 32 ans, les deux fois précédentes elle avait dû la céder[28]).

Mais en dehors de ces batailles, Cassel fut plusieurs fois attaquée, conquise, ruinée et/ou incendiée : saccage, incendie et massacres par les soldats de Philippe-Auguste en 1213, par ceux de Philippe le Bel en 1297, par ceux de Louis XI enfin en 1477.
Comme toute la Flandre, Cassel se situe au cœur de l'affrontement entre la France de Louis XIII et Louis XIV et l'Espagne pour la main mise sur cette riche région. Après avoir souvent changé de mains aux XVIe et XVIIe siècles, Cassel devient définitivement française par les traités de Nimègue de 1678.
Du point de vue religieux, la commune était située dans le diocèse de Thérouanne puis dans le diocèse d'Ypres, et était le siège d'un doyenné.
Au cours de la période, plusieurs établissements religieux se sont établis à Cassel : on a pu ainsi y trouver un ancien collège de jésuites, dont les locaux ont été occupés par les Récollets de Cassel, lorsque les jésuites ont été expulsés de France en 1764. La chapelle de l'ancien collège des jésuites a survécu. À la suite de la Révolution française, le bâtiment est vendu au général Vandamme, général d'empire natif de la ville, pour devenir un lieu de stockage du fourrage pour les animaux. La ville en est actuellement propriétaire. La façade est classée au titre des monuments historiques.

### Époque contemporaine
En 1782, l'Encyclopédie méthodique de géographie moderne (1782) décrit Cassel comme suit ;
«Jolie ville démantelée, & châtellenie de France, dans la Flandre, généralité de Lille. Elle est remarquable par les trois batailles qui se sont données près de ses murs, contre Philippe I, roi de France, qui y  fut défait par Robert le Frison, comte de Flandres en 1071 ; contre Philippe-le-Bel, qui remporta  une victoire complète sur les sujets du comte de Flandres révoltés, & saccagea la ville en 1318 & contre Philippe, duc d'Orléans, qui, en 1677 y défit le prince d'Orange, & prit la ville. Elle fut cédée à la France en 1678, par le traité de Nimègue.
Elle est fur une montagne, où se trouve la terrasse d'un ancien château. On y jouit d'une des plus belles vues de l'univers. De cette terrasse, on découvre trente-deux villes, un grand espace de mer, & les côtes d'Angleterre, à 6 li. de la mer, 4 n. e. de Saint-Omer, 7 f. e. de Gravelines, 6 f. e. de Dunkerque, & long. 20 d. 9' 9" ; lat. 50 d. 47' 54". Cette ville eft bâtie en longueur, ayant la place ou grand marché au milieu, ornée d'une belle fontaine. Il y a deux collégiales, qui font aussi paroisses, un hôpital, un collège, &c. (М.D.M.) »
À cette époque Cassel domine encore un paysage bocager densément arboré d'où émergent quelques bosquets et au loin la Forêt de Nieppe et la Forêt de Clairmarais. De nombreux vergers, champs (blé, orge, avoine, lin, colza, betterave, tabac, houblon, pomme de terre..) et pâturages (vache flamande) y sont protégés des intempéries et de l'ardeur du soleil en été (La Flandre est une région dépourvue de nappes phréatiques).
1792 : En août-septembre, Cassel sert de quartier général à l'armée du Nord durant les opérations qui conduisent à la bataille de Hondschoote. S'y trouvent le grand Carnot et le général Houchard.
En 1803, rappel de la splendeur passée de Cassel, se tient encore dans la ville une grande foire annuelle pour toutes marchandises avec foire à bestiaux le 1er jour; cette année là, elle a eu lieu du 11 au 19 vendémiaire (début du mois d'octobre). S'ajoutent à cela deux francs marchés (marché où les ventes sont dispensées de taxes) aux bestiaux en nivôse (janvier), pluviôse (février), ventôse (mars), germinal (avril), et un en brumaire (novembre), frimaire (décembre), prairial (juin) et thermidor (juillet-août). Enfin se tient chaque décade (période de dix jours du calendrier républicain) un marché pour grains, petits animaux et légumes. À cette époque, Cassel est toujours une place fortifiée.
En 1802-1803, pour les transports, Cassel bénéficie d'être située sur le parcours de la diligence reliant quotidiennement Dunkerque à Lille, et retour.
En 1808, on trouve à Cassel un dépôt de sûreté, où on enferme les petits délinquants avant leur transfert en maison d'arrêt à Dunkerque, ou à Hazebrouck.
1848 : La ville est desservie par le Chemin de fer (ligne Lille - Dunkerque). Toutefois, le bourg étant éloigné de la gare de Cassel, le tramway de Cassel est mis en service en 1900. Son exploitation cessera en 1922.
En 1851, le naturaliste J. Macquart, décrivait comme suit le panorama visible de Cassel, embrassant toute la Flandre française ; « de Dunkerque à Lille »;
« Cette heureuse contrée où les terres arables luttent de fertilité avec les nombreux pâturages, est semblable à une vaste forêt mêlée de petites clairières, et cependant, à l'exception de la forêt de Nieppe, du bois de Clairmarais et de quelques bosquets, toutes les plantations qui semblent couvrir la terre sont celles des vergers, dont l'intérieur est planté d'arbres fruitiers, et le bord, généralement orné d'un ou deux cordons d'ormes. Dans les haies d'Aubépines ou de Pruneliers s'élèvent des Chênes, des Peupliers, des Frênes. Le bord des chemins est planté de Peupliers de Hollande (Bois-blancs), dont les racines traçantes raffermissent le sol et en absorbent l'humidité, tandis qu'un large fossé préserve de cet effet les champs riverains »

Cassel au tout début du XXe siècle
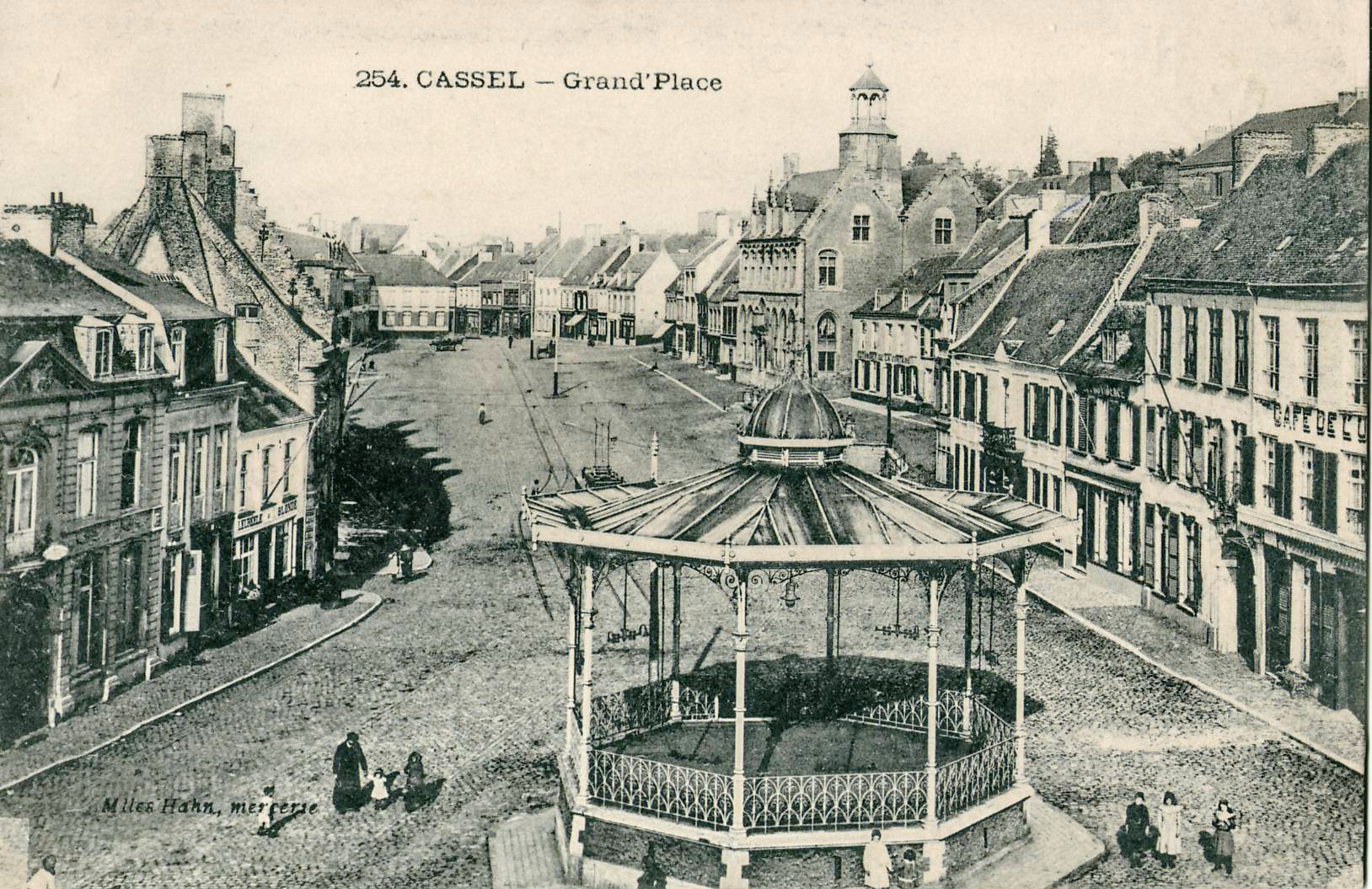
La Grand'Place au début du XXe siècle..
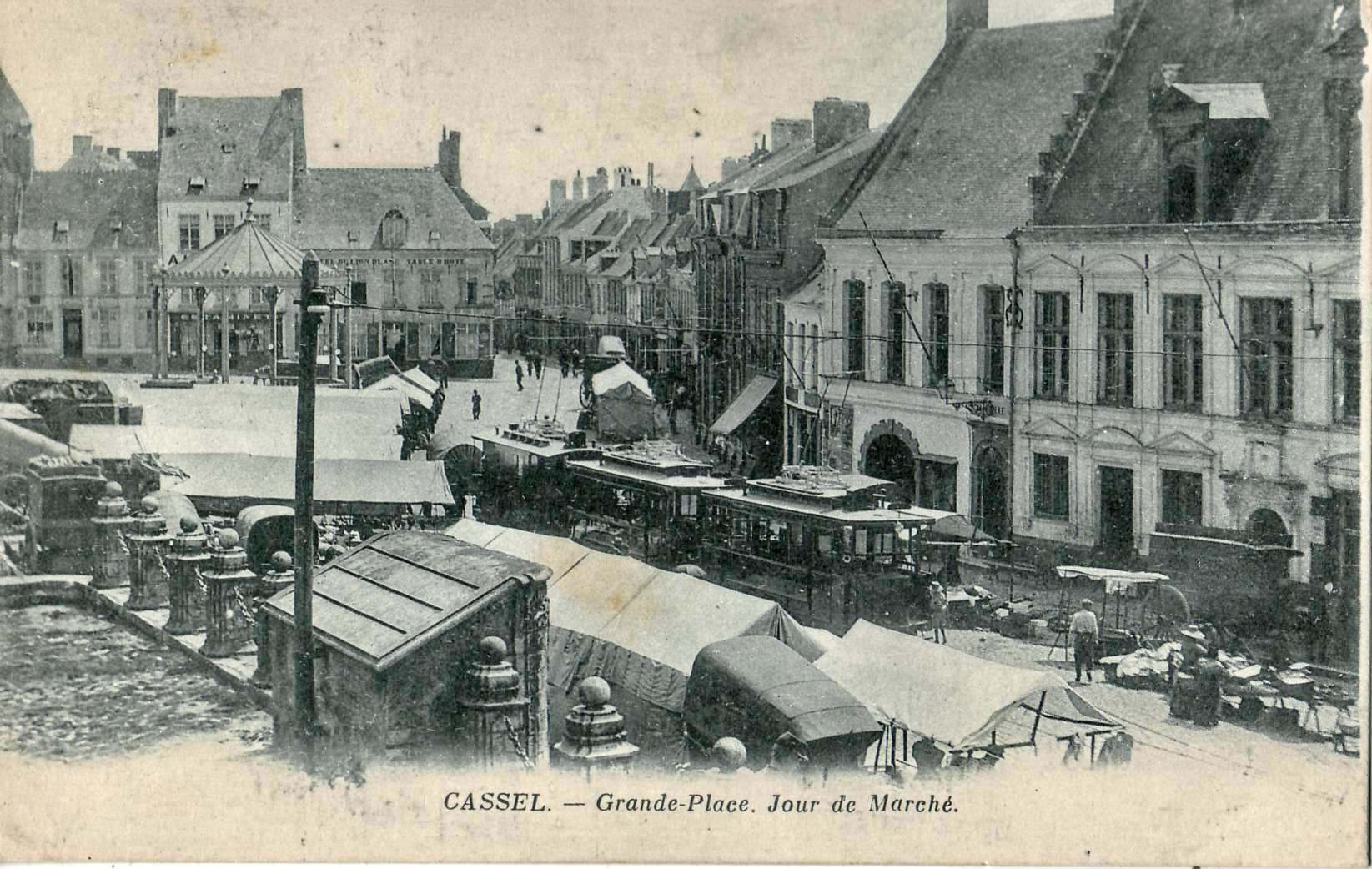
... et un jour de marché, avec le tramway

Entre 1900 et 1934, un tramway a circulé à Cassel  pour relier la gare à la ville.

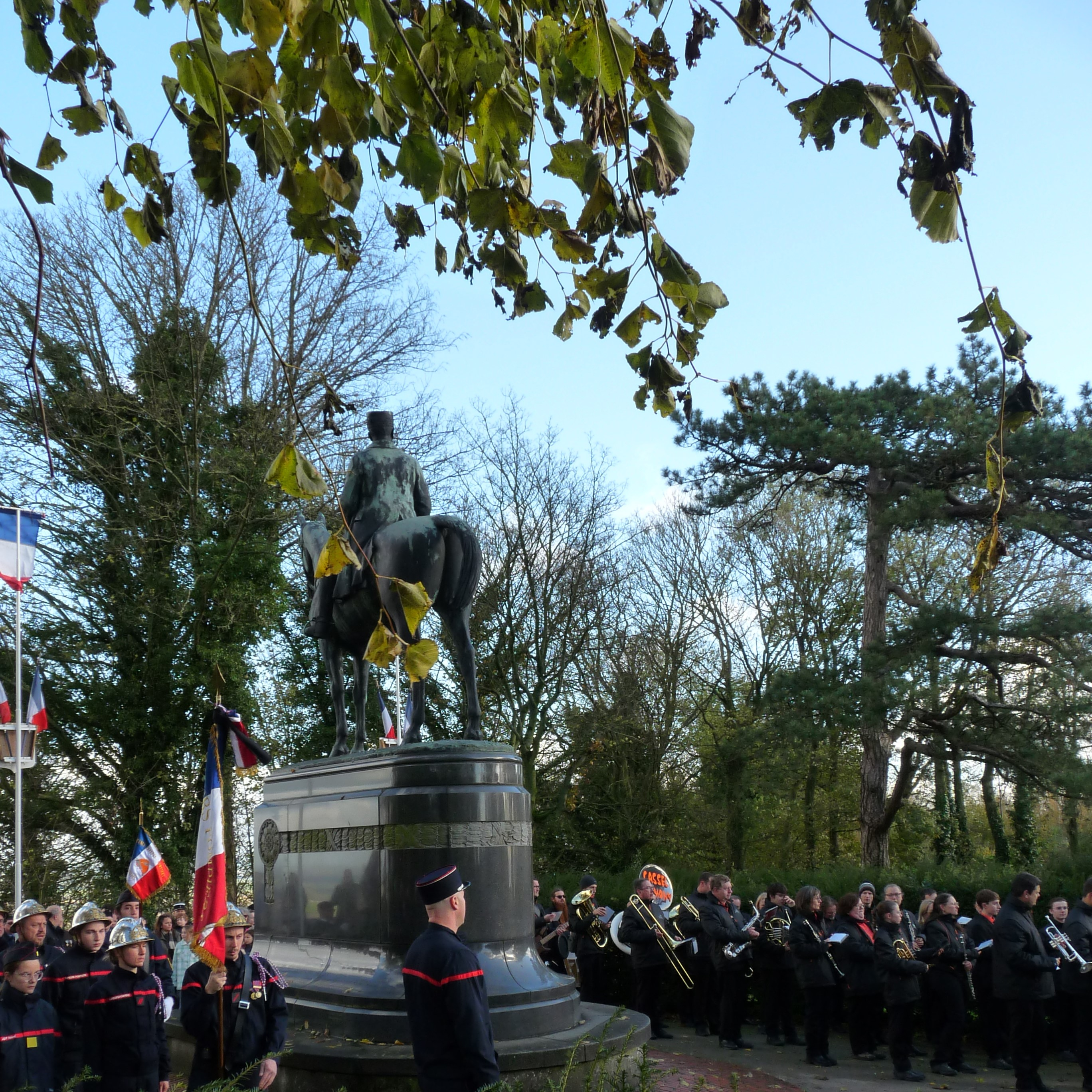
Les cérémonies commémoratives à Cassel

Première Guerre mondiale : Dès 1914, le Général Foch y établit son quartier général. C'est aussi un quartier général de l'armée Britannique depuis lequel la branche nord du front de l'ouest est dirigée. En septembre 1917, une escadrille d'avions anglais est stationnée à Cassel : le 10 septembre l'un d'entre eux se pose à Bissezeele, est démonté puis acheminé vers Cassel.
Entre les deux guerres mondiales, on construit au nord du mont Cassel  neuf casemates destinées à être intégrées au dispositif français de défense contre une éventuelle invasion par l'Allemagne : voir secteur fortifié des Flandres, partie intégrante de la ligne Maginot.
Seconde Guerre mondiale : En mai 1940, la ville fut sévèrement bombardée par l'aviation allemande: l'arrière garde britannique y résista pendant trois jours, ce qui facilita l'embarquement des armées alliées à Dunkerque.

## Politique et administration
La commune de Cassel, instituée par la Révolution française, a absorbé entre 1790-1794 celle de Quaedstrate.

### Rattachements administratifs et électoraux
Rattachements administratifs
La commune se trouve depuis 1926 dans l'arrondissement de Dunkerque du département du Nord.
Elle était depuis 1793 le chef-lieu du canton de Cassel. Dans le cadre du redécoupage cantonal de 2014 en France, cette circonscription administrative territoriale a disparu, et le canton n'est plus qu'une circonscription électorale.
Rattachements électoraux
Pour les élections départementales, la commune fait partie depuis 2014 du canton de Bailleul.
Pour l'élection des députés, elle fait partie de la quinzième circonscription du Nord.

### Intercommunalité
Cassel était le siège de la communauté de communes du Pays de Cassel, un établissement public de coopération intercommunale (EPCI) à fiscalité propre créé fin 1996  et auquel la commune a transféré un certain nombre de ses compétences, dans les conditions déterminées par le code général des collectivités territoriales.
Cette petite intercommunalité a fusionné avec ses voisines pour former, le 31 décembre 2013, la communauté de communes de Flandre Intérieure, dont est désormais membre la commune.

## Population et société

### Démographie

#### Évolution démographique
L'évolution du nombre d'habitants est connue à travers les recensements de la population effectués dans la commune depuis 1793. Pour les communes de moins de 10 000 habitants, une enquête de recensement portant sur toute la population est réalisée tous les cinq ans, les populations de référence des années intermédiaires étant quant à elles estimées par interpolation ou extrapolation. Pour la commune, le premier recensement exhaustif entrant dans le cadre du nouveau dispositif a été réalisé en 2008.

En 2022, la commune comptait 2 212 habitants, en évolution de −3,87 % par rapport à 2016 (Nord : +0,51 %, France hors Mayotte : +2,11 %).
| 1793  | 1800  | 1806  | 1821  | 1831  | 1836  | 1841  | 1846  | 1851  |
| ----- | ----- | ----- | ----- | ----- | ----- | ----- | ----- | ----- |
| 5 030 | 3 601 | 3 809 | 4 241 | 4 234 | 4 495 | 4 410 | 4 231 | 4 334 |

| 1856  | 1861  | 1866  | 1872  | 1876  | 1881  | 1886  | 1891  | 1896  |
| ----- | ----- | ----- | ----- | ----- | ----- | ----- | ----- | ----- |
| 4 180 | 4 260 | 4 242 | 4 258 | 4 291 | 4 276 | 3 839 | 3 931 | 3 562 |

| 1901  | 1906  | 1911  | 1921  | 1926  | 1931  | 1936  | 1946  | 1954  |
| ----- | ----- | ----- | ----- | ----- | ----- | ----- | ----- | ----- |
| 3 222 | 3 091 | 3 018 | 2 955 | 2 912 | 2 721 | 2 725 | 2 429 | 2 680 |

| 1962  | 1968  | 1975  | 1982  | 1990  | 1999  | 2006  | 2008  | 2013  |
| ----- | ----- | ----- | ----- | ----- | ----- | ----- | ----- | ----- |
| 2 479 | 2 621 | 2 340 | 2 223 | 2 177 | 2 290 | 2 322 | 2 331 | 2 288 |

| 2018  | 2022  | - | - | - | - | - | - | - |
| ----- | ----- | - | - | - | - | - | - | - |
| 2 278 | 2 212 | - | - | - | - | - | - | - |

#### Pyramide des âges
La population de la commune est relativement jeune.
En 2018, le taux de personnes d'un âge inférieur à 30 ans s'élève à 33,7 %, soit en dessous de la moyenne départementale (39,5 %). À l'inverse, le taux de personnes d'âge supérieur à 60 ans est de 27,9 % la même année, alors qu'il est de 22,5 % au niveau départemental.
En 2018, la commune comptait 1 157 hommes pour 1 121 femmes, soit un taux de 50,79 % d'hommes, largement supérieur au taux départemental (48,23 %).
Les pyramides des âges de la commune et du département s'établissent comme suit.
| Hommes | Classe d’âge | Femmes |
| ------ | ------------ | ------ |
| 0,6    | 90 ou +      | 2,1    |
| 6,3    | 75-89 ans    | 11,9   |
| 17,8   | 60-74 ans    | 17,2   |
| 19,7   | 45-59 ans    | 21,3   |
| 18,1   | 30-44 ans    | 17,6   |
| 17,9   | 15-29 ans    | 14,3   |
| 19,6   | 0-14 ans     | 15,6   |

| Hommes | Classe d’âge | Femmes |
| ------ | ------------ | ------ |
| 0,5    | 90 ou +      | 1,4    |
| 5,3    | 75-89 ans    | 8,1    |
| 14,8   | 60-74 ans    | 16,2   |
| 19,1   | 45-59 ans    | 18,4   |
| 19,5   | 30-44 ans    | 18,7   |
| 20,7   | 15-29 ans    | 19,1   |
| 20,2   | 0-14 ans     | 18     |

### Enseignement
La commune est équipée d'écoles, de la crèche Les petits oursons, ainsi que des collèges Robert Le Frison et Sainte Marie[réf. nécessaire].

### Santé
Plusieurs médecins, infirmiers, podologues, dentiste sont présents dans la commune en 2011. Elle est équipée d'une maison de retraite, la résidence des Hauts de Flandre. L'hôpital le plus proche est à Hazebrouck (15 minutes en voiture).

### Culture

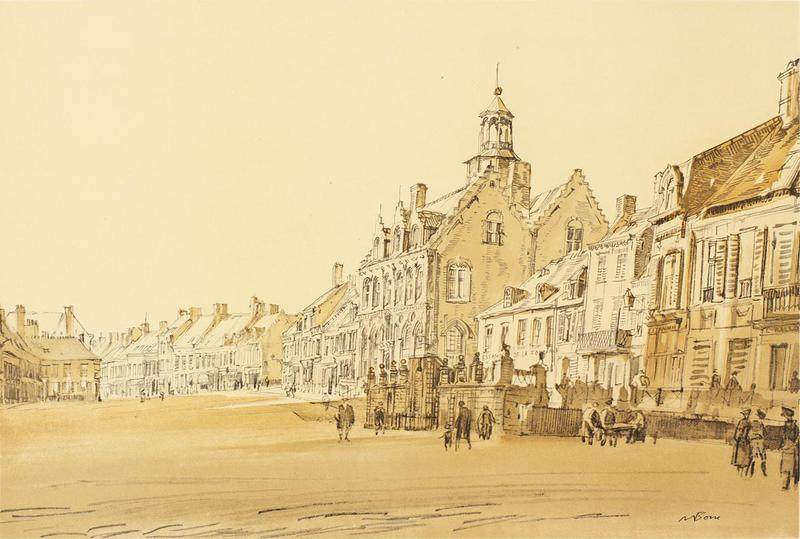
La Grand'Place par Muirhead Bone en 1918

La médiathèque est une ancienne chapelle, la chapelle Saint-Louis, transformée pour cet usage par le bureau Ara Architectes. En 2008, cette réalisation a été récompensée par le prix départemental du Ruban du patrimoine. Le bâtiment initial avait été achevé en 1879.
Depuis 2000, la ville accueille Cassel Cornemuses, un festival annuel autour de la cornemuse. De ses débuts en 1996 à 2000, le festival avait lieu sur le Mont Noir

### Manifestations culturelles et festivités
Le Festival international Albert-Roussel : vitrine de la créativité artistique de la Flandre, ce festival de musique classique se déroule chaque année en septembre-octobre[réf. nécessaire].

### Médias
C'est depuis le Mont Cassel qu'émet depuis 1978 une radio libre : radio Uylenspiegel (91.8 FM). Cette radio associative a pour vocation de promouvoir la langue et la culture flamandes. On peut la recevoir une cinquantaine de kilomètres autour de Cassel (jusqu'à Dunkerque, Ypres, Saint-Amand).
Longtemps pirate, elle a obtenu une autorisation officielle d'émettre lors de la libéralisation de la FM, au début des années 1980. Elle s'adresse à la communauté flamande de France en bilingue. Les pionniers de cette station locale ont presque tous disparu, mais beaucoup d'auditeurs de l'époque se souviennent de Klerktje, Harritje van Wormhout (Henri Becquaert) qui donnait des cours de flamand en direct à la radio le dimanche matin à son petit-fils Thomas, aujourd'hui animateur pour Radio France. Le barde flamand Ghislain Gouwy officiait, lui le dimanche après-midi dans « En direct de Breughelland ».
Elle informe ses auditeurs sur l'histoire régionale non enseignée, l'actualité musicale régionale du classique en passant par le blues tout en donnant une place prépondérante aux musiques traditionnelles, l'actualité régionale; elle travaille à la mise en place de cours radiophoniques de flamand occidental (langue régionale de l'arrondissement de Dunkerque en France et de la province de Flandre Occidentale en Belgique) et de néerlandais (langue académique et officielle des Flamands de Belgique et des Néerlandais).

### Sports
Il existe plusieurs associations sportives pratiquant la course à pied, le cyclotourisme, le tennis, le football. L'équipe de football du pays de Cassel s'est notamment inclinée contre le Paris-Saint-Germain à l'occasion des 16e de finale de la coupe de France 2023. Ce match, marquant pour le petit club flamand, le sera aussi pour Kylian Mbappé, auteur du premier quintuplé de l'histoire du PSG.
Située sur l'un des mont des Flandres, Cassel est aussi appréciée des cyclistes. Une étape des Quatre jours de Dunkerque y passe généralement, et les Championnats de France de cyclisme sur route 2023 s'y sont déroulés, ainsi qu'à Hazebrouck.

## Économie
Plusieurs commerces et services sont présents dans la commune.

### Tourisme
Cassel propose en 2011 différents hébergements touristiques : 2 hôtels, 4 chambres d'hôtes, 1 gite. Le classement en ville d'art et d'histoire, les nombreuses possibilités de promenade et restauration et les vues remarquables sur le paysage attirent les touristes. Ceci est également favorisé par la proximité avec la frontière belge. Plusieurs boutiques vendent des produits de terroir et artisanaux.
La commune a remporté l'édition 2018 de l'émission télévisée Le Village préféré des Français (diffusée le 19 juin), à la suite du vote des téléspectateurs ; elle succède à Kaysersberg.

## Culture locale et patrimoine

### Lieux et monuments
- Monument commémoratif des batailles de Cassel (1071 et 1328).
- Musée de Flandre, musée départemental d'art, d'histoire et de folklore, ancien siège de la châtellenie de Cassel, construite au XVIe siècle[61], souvent dénommée hôtel de la Noble-Cour.
- Hôtel de ville de Cassel, dont l'ancien bâtiment du XVIIe siècle a été détruit lors de la seconde guerre mondiale[62]
- Chapelle des Jésuites : sur l'initiative du frère Cornely, maître d'œuvre et architecte, cette chapelle fut érigée en 1687. La chapelle fut plus tard cédée aux Pères récollets (Ancien Couvent des Récollets de Cassel), avant d'être confisquée par l'État lors de la Révolution française. Ensuite achetée par le général Dominique-Joseph Vandamme, comte d'Empire cassellois, elle connut, au long du XIXe siècle, une série de fins artisanales. Devenant, au début du XXe siècle, un lieu de patronage sous le nom de Villa Saint-Joseph, sa façade fut classée en 1981 puis fut restaurée en 2001 par la municipalité qui venait de la racheter[63].
- Chapelle Saint-Louis, devenue médiathèque en 2007.
- Collégiale Notre-Dame[64].

- Le « Casteel Meulen » (moulin du Château) remplace le moulin du XVIe brûlé en 1911. C'est en 1947 que le syndicat d'initiative racheta le moulin sur pivot d'Arnèke appartenant alors à la famille Ruytoor et qui date du XVIIIe siècle. Il est ouvert au public depuis 1949. Cassel comptait 24 moulins au début du XXe.
- Statue équestre du maréchal Foch ; inaugurée le 7 juillet 1928 par le président de la République Raymond Poincaré.
- Le château du Général Vandamme, situé en bordure du village. Le château est aujourd'hui en ruine, plusieurs projets de reconstruction sont en cours pour lui redonner sa prestance d'avant[65],[66].

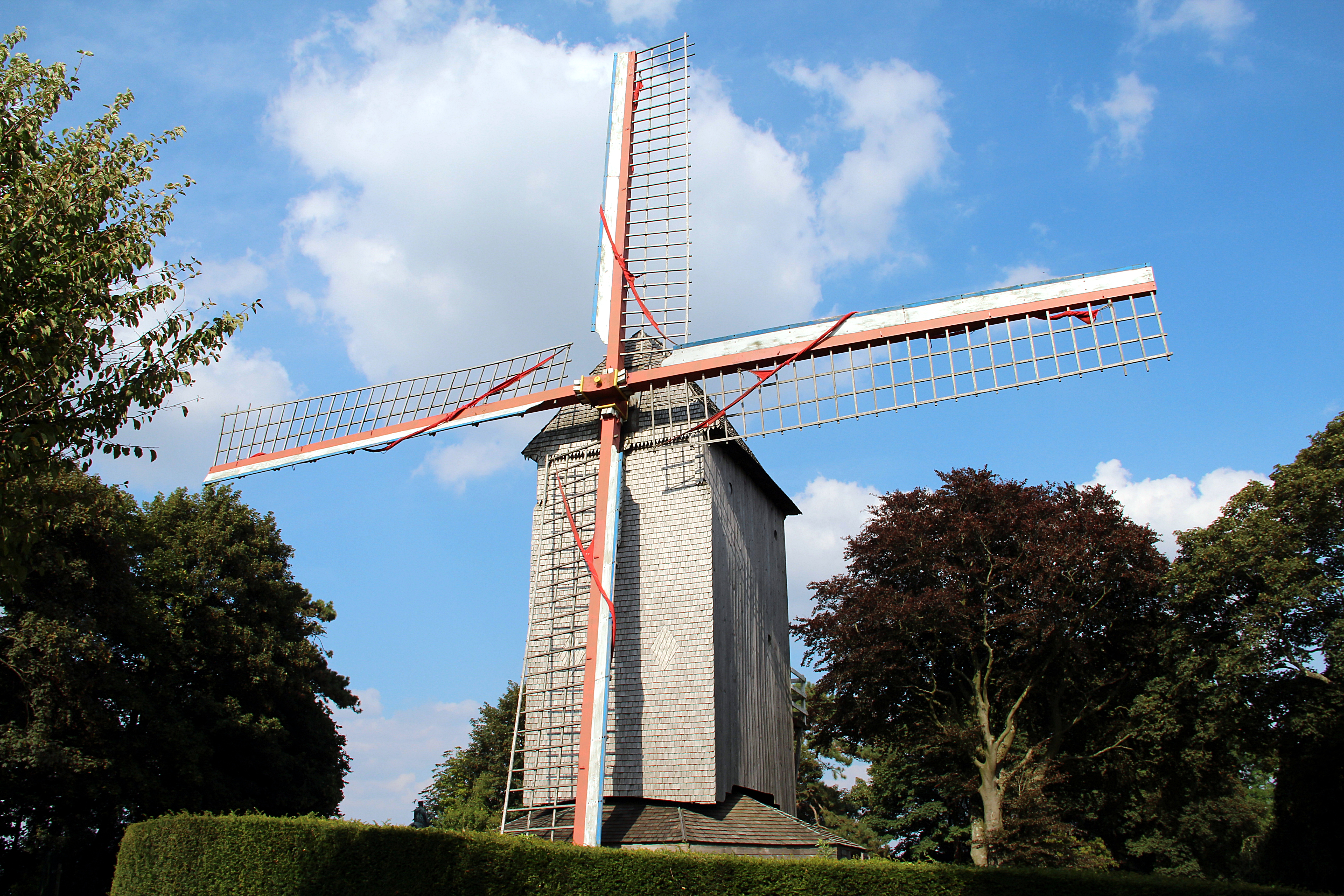
Le kastel meulen.
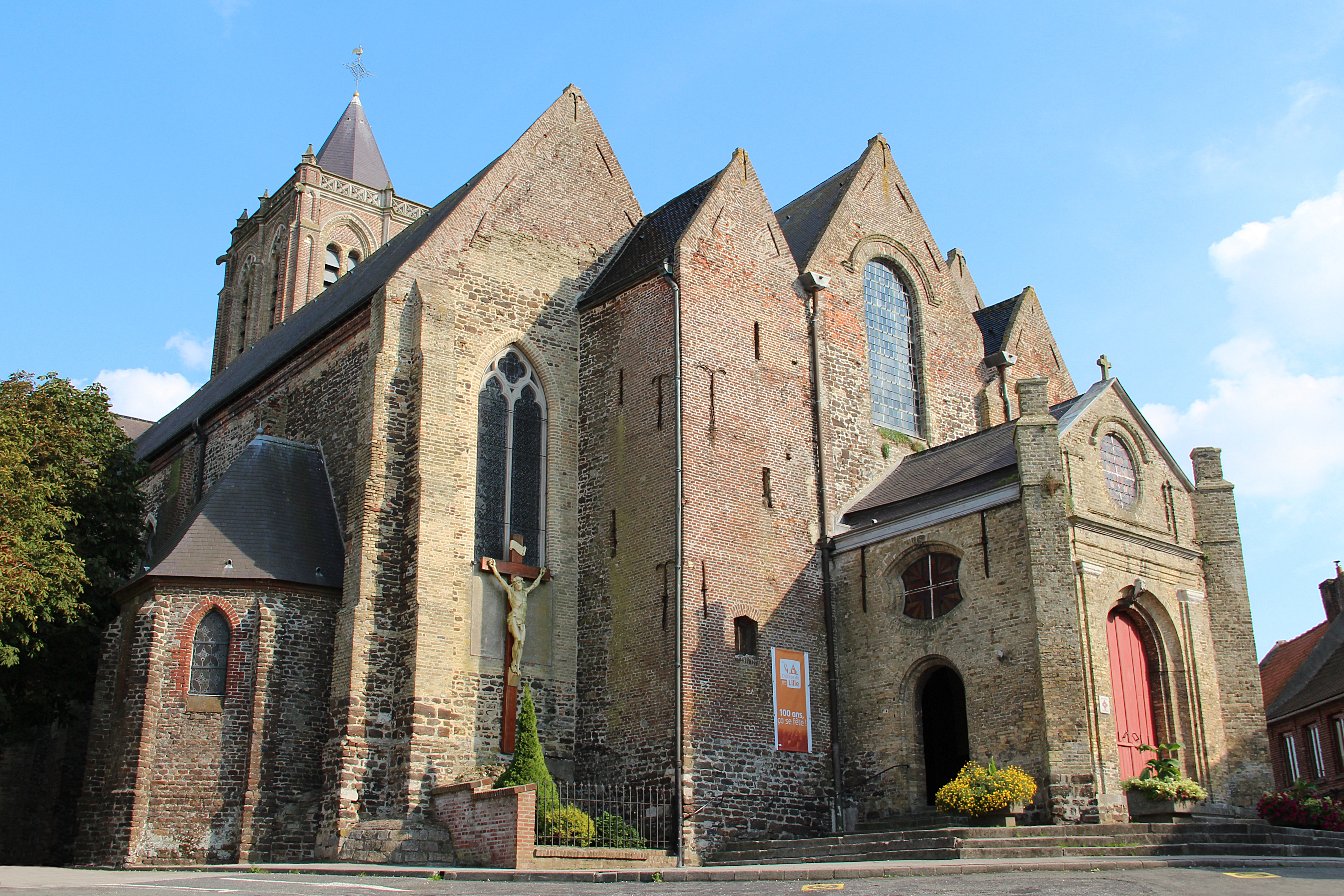
La collégiale Notre-Dame.
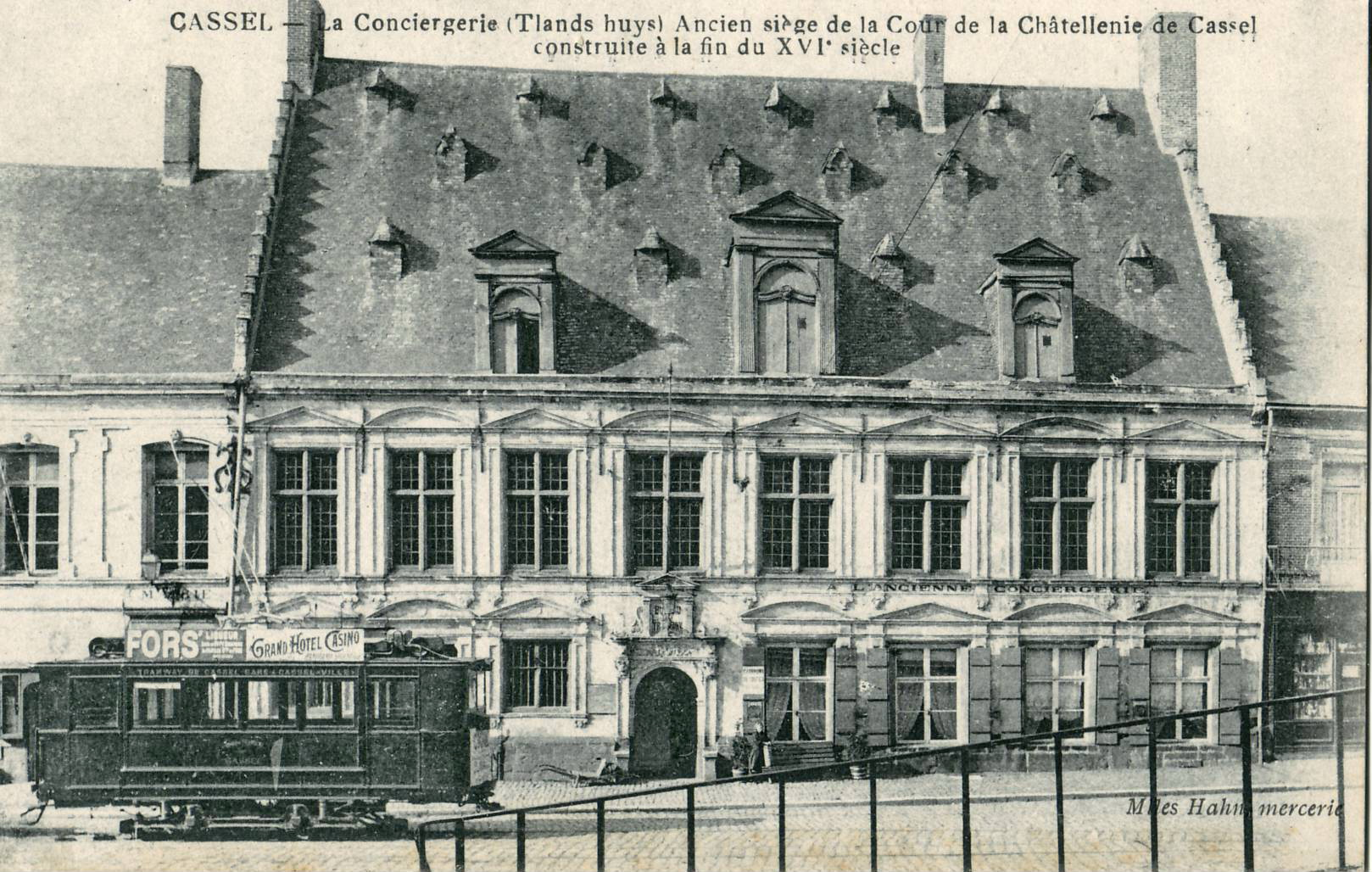
La châtellenie, au début du XXe siècle.
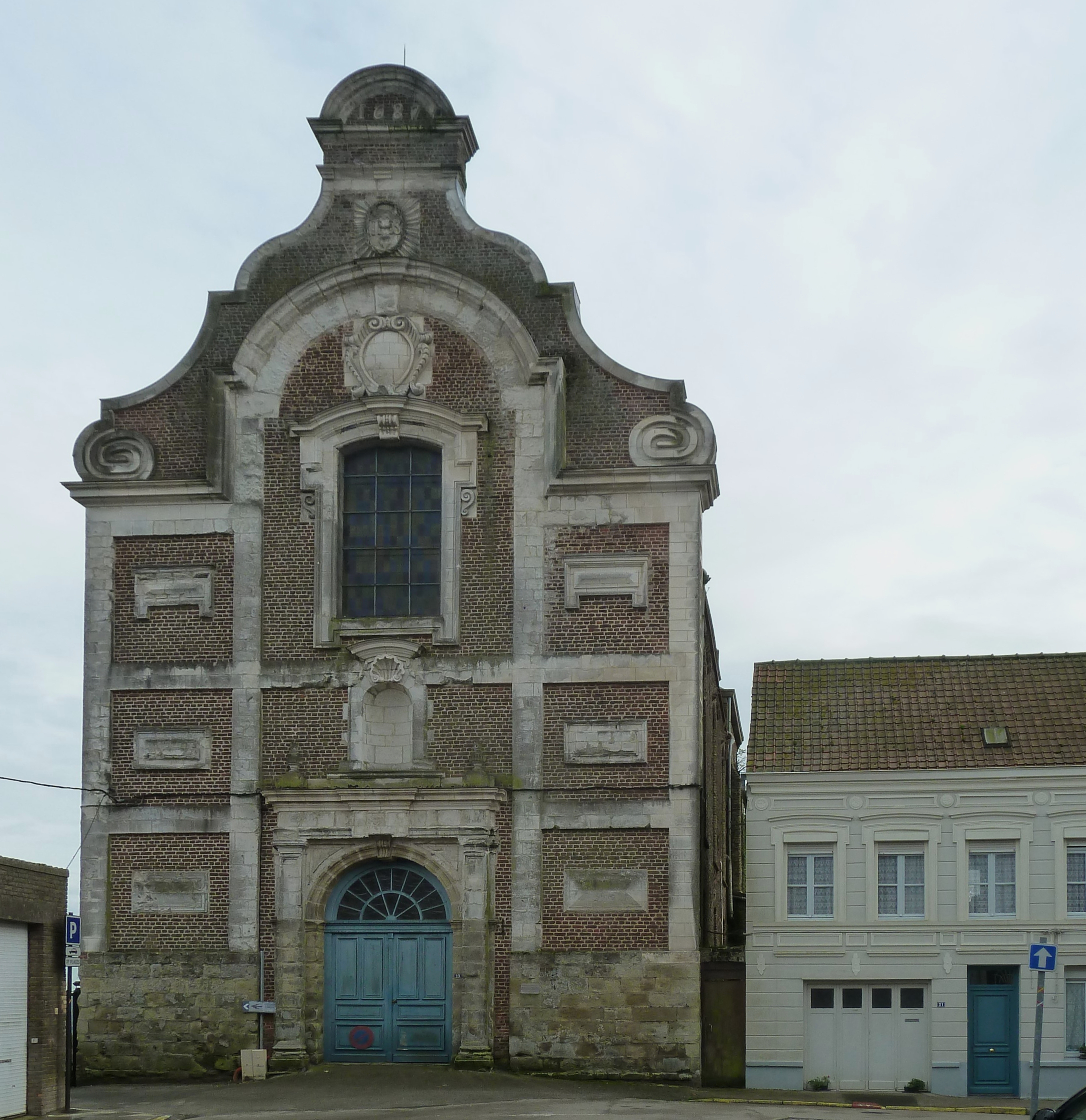
Façade du collège des Jésuites.
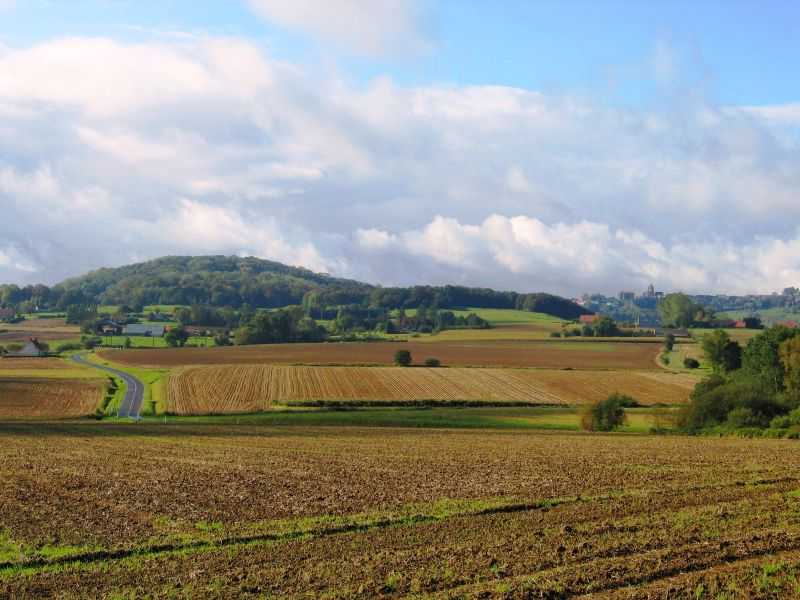
Le mont des Récollets.
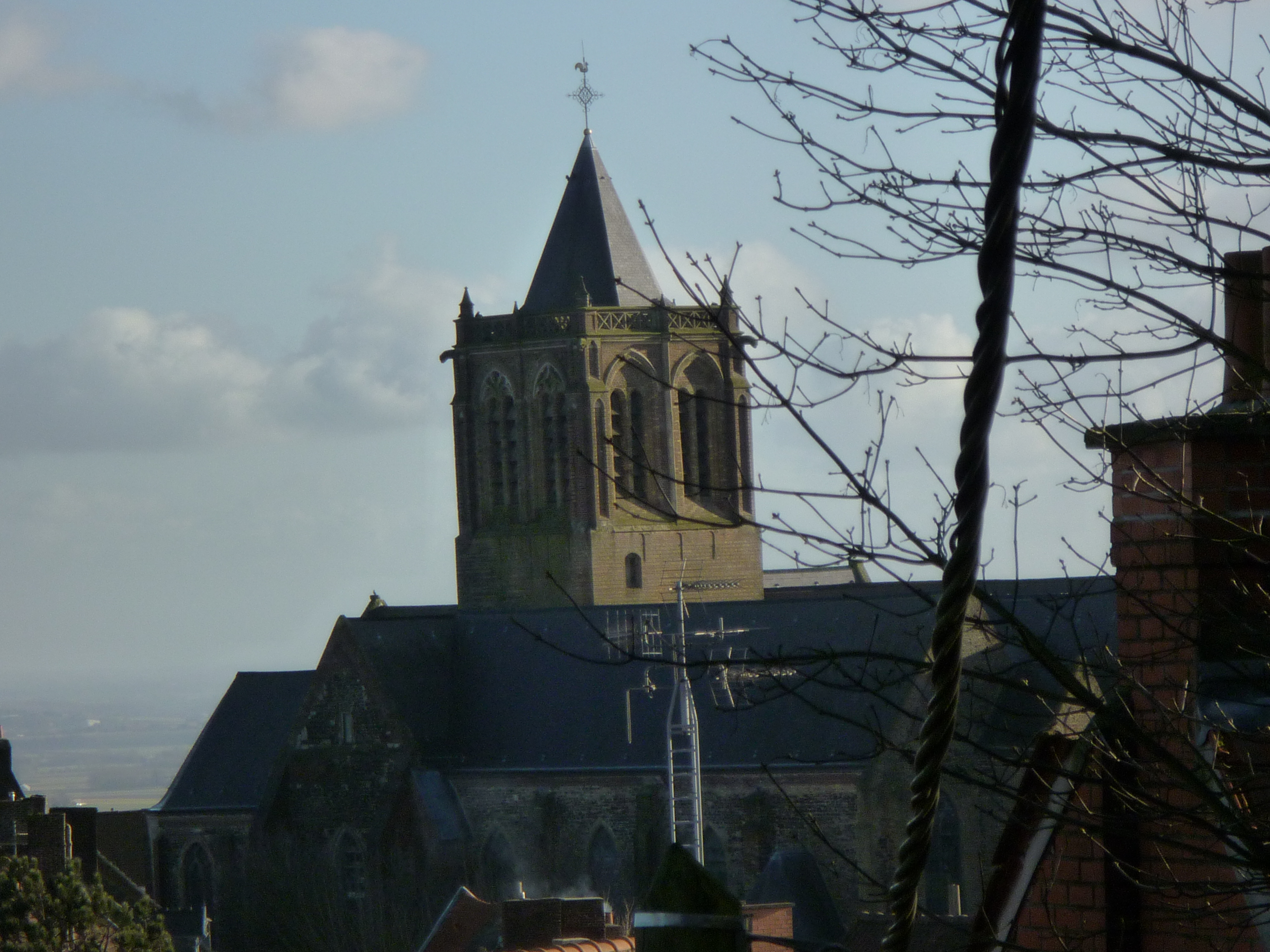
Le clocher de l'église de Cassel vu depuis le sommet du mont.
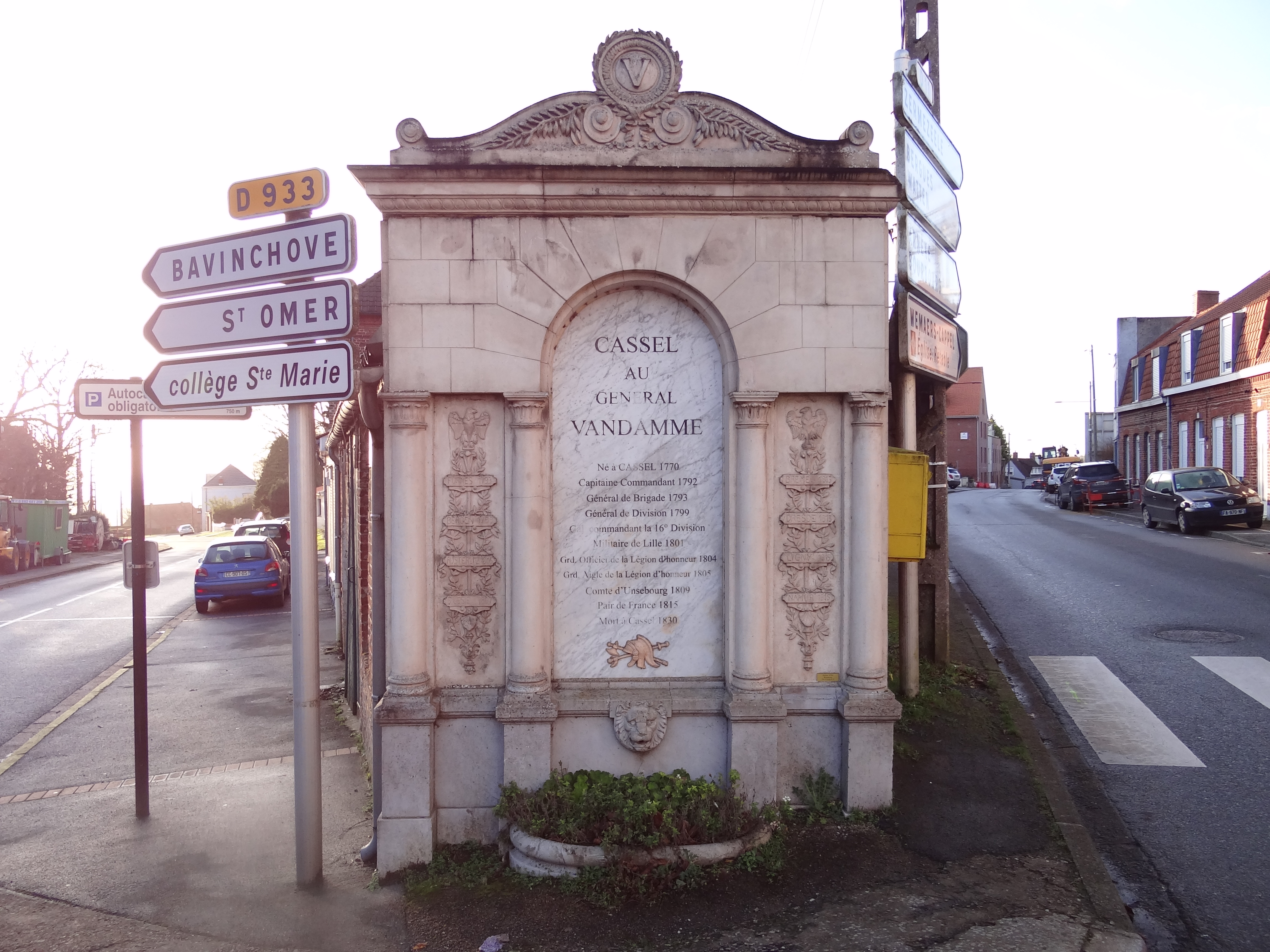
Le monument au général Vandamme.
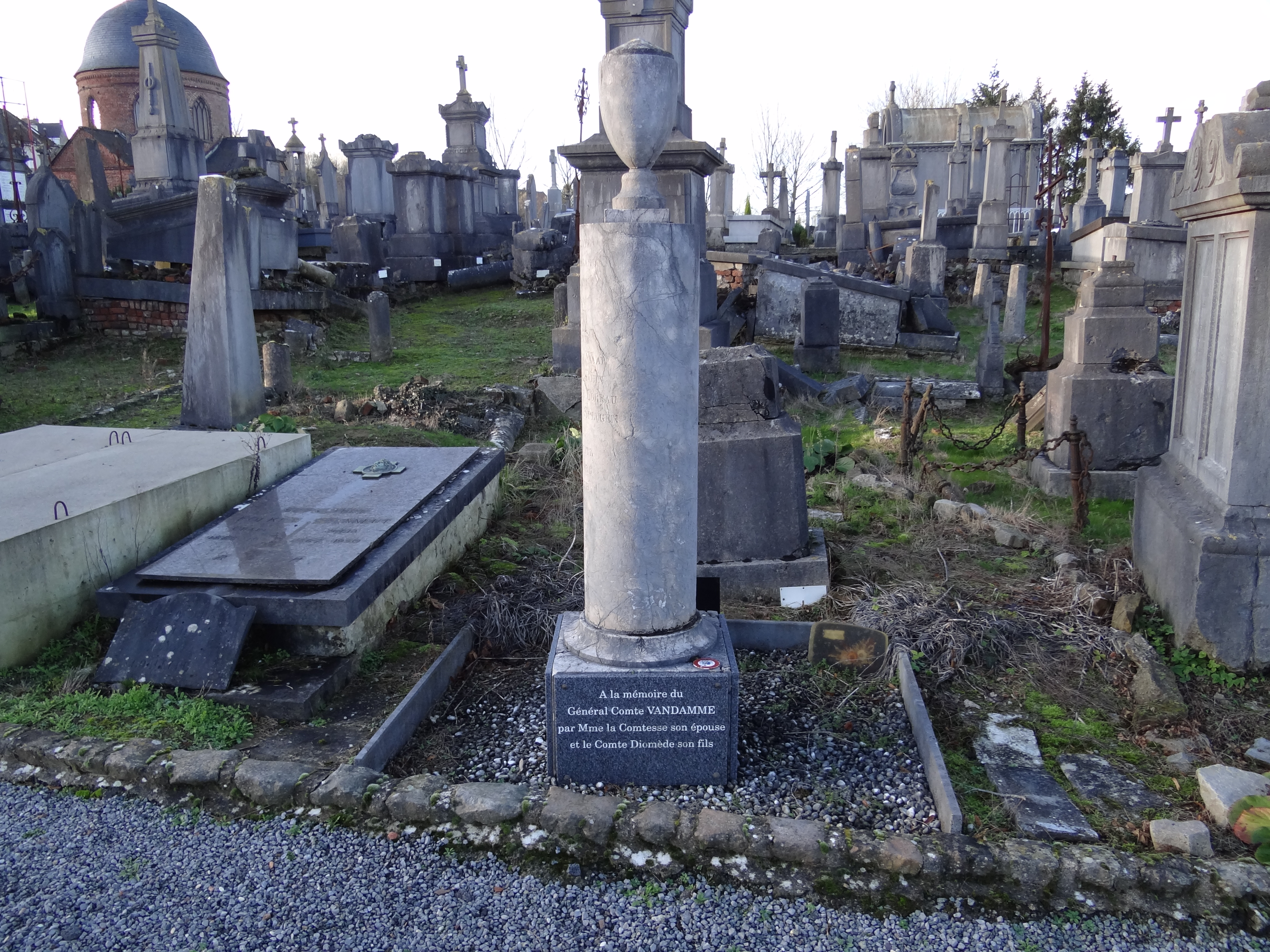
La tombe du général Vandamme au cimetière de Cassel.

- Le jardin public dominant la plaine des Flandres (comme le disaient les Anciens : « d'ici on peut contempler cinq royaumes, celui de France, de Belgique, de Hollande, d'Angleterre et le Royaume de Dieu »).

### Folklore

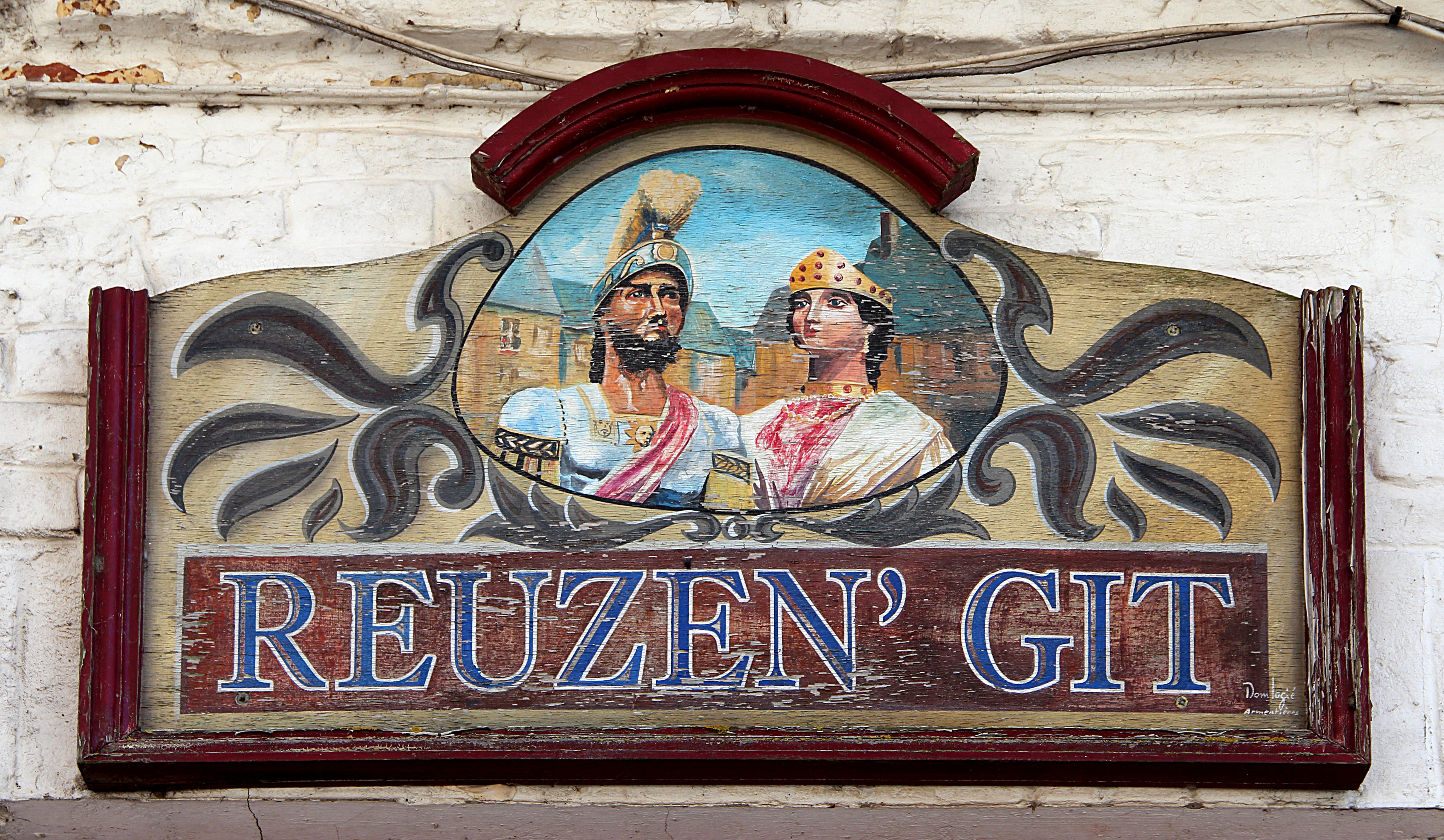
Enseigne avec les géants légendaires Reuze Papa et Reuze Maman

- Les Géants Reuze Papa et Reuze Maman sont classés en 2002  Monuments historiques
- Brasserie casselloise

#### Reuze Papa
La ville est connue pour son géant Reuze Papa (6,25 m). Le géant sort deux fois par an, la première le dimanche précédant mardi Gras. Il est accompagné, lors du carnaval du lundi de Pâques de sa femme, Reuze Maman (5,85 m).

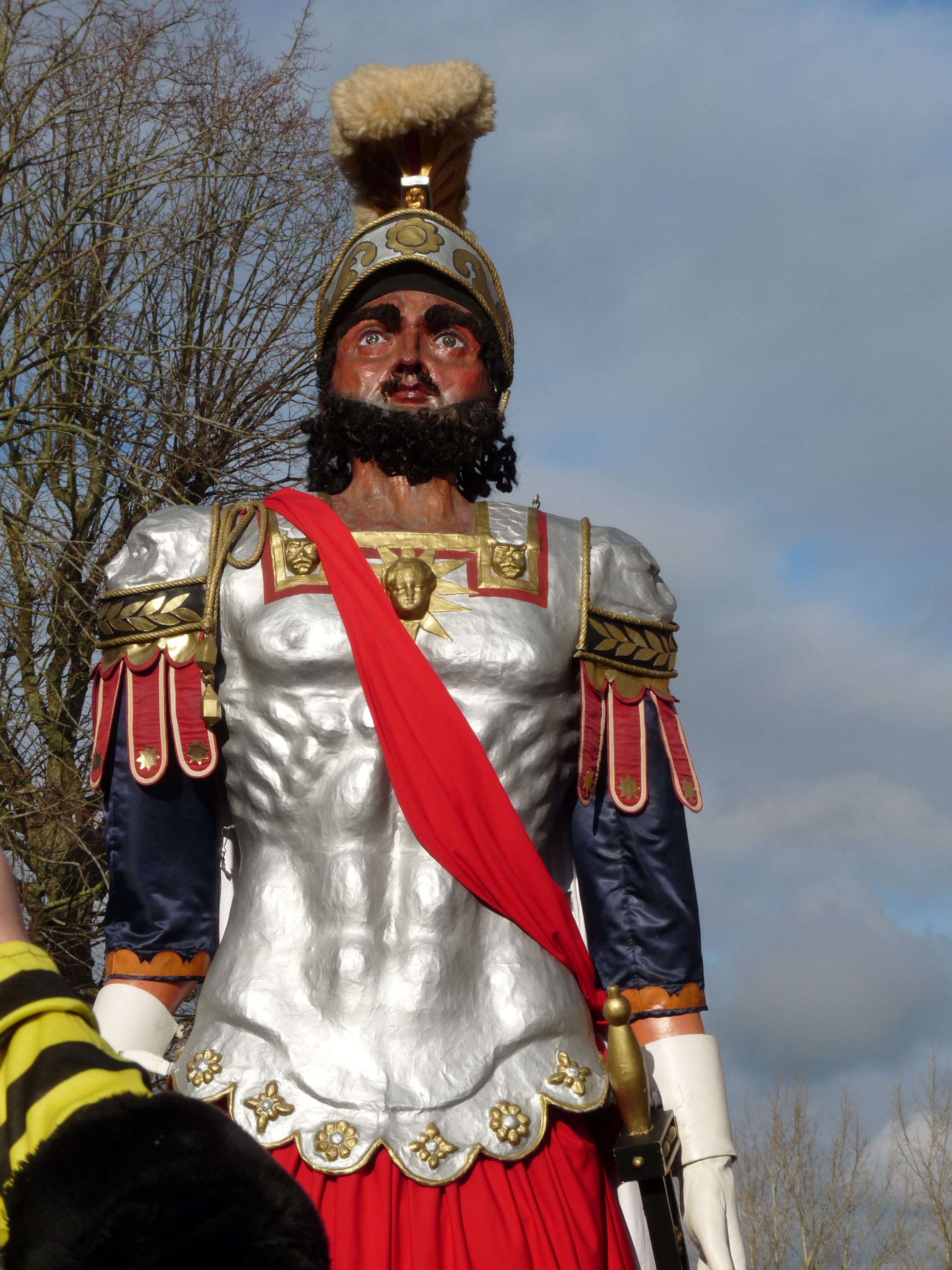
Reuze Papa, le Géant casselois

Le carnaval du lundi de Pâques est l'occasion d'une grande fête où Reuze papa et Reuze maman rentrent au bercail et qui symbolise la clôture de l'ensemble des carnavals de la région dont le plus connu est celui de Dunkerque.
L'harmonie de Cassel qui entoure les deux géants joue à cette occasion le « Reuze lied » ou air du Reuze, un air repris par tous les carnavaleux de Cassel : « Als de groote klokke luidt, de reuze komt uit » à travers les rues de Cassel pendant six heures.
Œuvre d'Ambroise Bafcop, Reuze Papa est le doyen des géants de France, il a été créé en 1827. Son épouse fut créée par Alexis Bafcop en 1860. Ils sont le symbole par excellence de l'identité casselloise farouchement défendue.
Depuis novembre 2005, les géants de Cassel ont fait leur entrée dans le patrimoine mondial de l'UNESCO.
En effet, l'Unesco a proclamé patrimoine culturel immatériel de l'humanité les Géants et dragons processionnels de Belgique et de France.
L'Unesco précise que les processions traditionnelles d'effigies de géants, d'animaux ou de dragons recouvrent un ensemble original de manifestations festives et de représentations rituelles. Apparues à la fin du XIVe siècle dans les processions religieuses de nombreuses villes européennes, ces effigies ont conservé un sens identitaire pour certaines villes de Belgique (Ath, Bruxelles, Termonde, Malines et Mons) et de France (Cassel, Douai, Pézenas et Tarascon) où elles restent des traditions vivantes.

## Personnalités liées à la commune

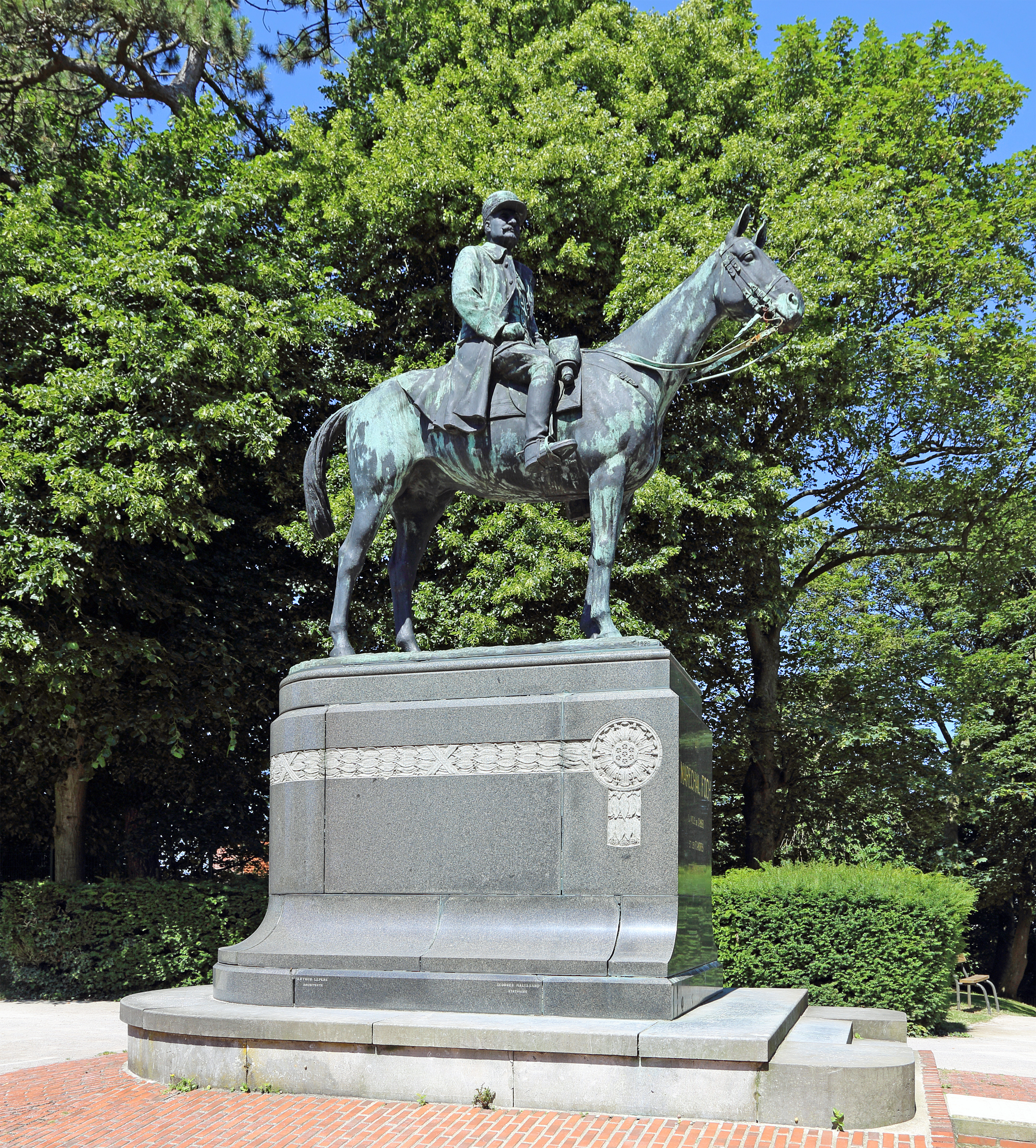
Statue équestre du Maréchal Foch au jardin public de Cassel.

- Carausius (environ 250-293), né à Castellum Menapiorum (Cassel), Empereur romain des Gaules (286-293).
- Charles Manneken, né à Cassel en 1413, directeur du collège de Louvain. Il y est mort en 1493[réf. nécessaire].
- Nicaise Ellebaudt (1535-1577), médecin et philologue de la Renaissance.
- Le général Vandamme, héros du premier Empire, est né à Cassel le 5 novembre 1770. Il y est mort le 15 juillet 1830 aussi à Cassel.
- Martin Charles Gobrecht (1772-1845), général des armées de la République et de l'Empire.
- Philippe-Joseph-Emmanuel de Smyttère (1800-1886), médecin, botaniste et historien français (naissance à Cassel).
- Ambroise Bafcop (1802-1876), peintre et sculpteur. On lui doit la sculpture de Reuze Papa (1827).
- Alexis Bafcop (1804-1895), peintre et sculpteur. On lui doit la sculpture de Reuze Maman (1860).
- Auguste Taccoen, né à Lille  en 1830, mort à Paris en 1892, compositeur, auteur de nombreuses chansons. Il harmonisa l'air du Reuze.
- Maurice Deschodt, peintre local né à Cassel en 1889.
- Le Maréchal Foch installa son quartier général à Cassel d'octobre 1914 à avril 1915.
- Damien Top, né en 1963, ténor, musicologue et chef d'orchestre, fondateur du Festival international Albert-Roussel.
- François Delecour, pilote automobile, vice-champion du monde des Rallyes 1993. Champion de Roumanie des Rallyes 2012 et 2013.
- Timoteï Potisek, mort en 2009, pilote moto, vainqueur de l'Enduropale du Touquet en 2006 et 2009.

## Héraldique
| Armes de Cassel (Nord) | Les armes de Cassel se blasonnent ainsi : « D'azur à une épée d'or accostée de deux clefs adossées du même ». L'ancien blason était : « D'or à l'épée de sable accostée de deux clefs adossées du même ». |  |

## Pour approfondir